# Sovereign Wealth Fund Institute
O Sovereign Wealth Fund Institute ou SWF Institute, ou SWFI, é uma empresa global que analisa os proprietários de ativos públicos, como fundos soberanos e outros investidores governamentais de longo prazo. Inicialmente, o Sovereign Wealth Fund Institute concentrava-se apenas em fundos soberanos. 

## Visão geral
Ele se ramificou para cobrir todos os tipos de investidores institucionais públicos. O instituto é um fornecedor de dados financeiros, mas também fornece informações à mídia.    Foi fundada por Michael Maduell e Carl Linaburg no final de 2007. 
A SWFI vende assinaturas de dados para gerentes de ativos, bancos, pesquisadores, universidades, governos, investidores institucionais, proprietários de ativos, corporações, escritórios de advocacia e outras entidades.

## Classificações de transparência
O SWFI saiu com o Índice de Transparência Linaburg-Maduell em 2008. É uma escala de 10 pontos baseada em dez princípios de transparência, cada um adicionando um ponto à classificação do índice. O índice é usado pelos fundos soberanos em seus relatórios anuais.  

## Dados
O SWFI rastreia negócios diretos em fundos soberanos. O valor dos negócios diretos globais de fundos soberanos atingiu US $ 50,02 bilhões no primeiro semestre de 2014. 

O SWFI rastreia os ativos de fundos soberanos, pensões, doações e outros proprietários de ativos. O fundo soberano da Noruega ultrapassou US $ 1 trilhão em ativos em 2017. 